# 農学部前駅
農学部前駅（のうがくぶまええき）は、香川県木田郡三木町大字池戸にある、高松琴平電気鉄道長尾線の駅である。駅番号はN11。

## 駅構造
単式ホーム1面1線を有する地上駅。駅舎はなく、駅入り口は池戸方踏切に面して入り口と、駅中央から平木方への二箇所ある。

## 利用状況
1日の平均乗降人員は以下の通りである。
| 1日乗降人員推移 | 1日乗降人員推移 |
| 年度            | 1日平均人数     |
| --------------- | --------------- |
| 2011年          | 631             |
| 2012年          | 655             |
| 2013年          | 698             |
| 2014年          | 708             |
| 2015年          | 732             |
| 2016年          | 744             |
| 2017年          | 737             |
| 2018年          | 734             |

## 駅周辺
香川大学三木町農学部キャンパス（農学部）の最寄駅であるが、隣の池戸駅から農学部の東門まで数百メートルほどしか離れていないため、高松方面からの通学者の中には池戸駅で下車し、車道を歩く者も多い（過去には飛び出しで交通事故に遭い、死亡したものもいる）。
- 三木郵便局
- 農学部前バス停
- 香川県道42号小蓑前田東線
- 香川県道12号三木国分寺線

## 歴史
1912年（明治45年）に当時の高松電気軌道によって、同社運営路線の田中道駅（たなかみちえき）として開業した駅である。開業当時の駅名は、当駅の西口に接続された現在も南北に通っている町道（三木町道池戸田中線）である「田中道」にちなみ、この道路の名前そのものは本道が当時の田中村（現・木田郡三木町田中）に至る地域の主要町道であったために称されたものである。なお現在では、その役割は香川県道42号小蓑前田東線に代わられている。また駅名が変わった現在でも本駅西側にある踏切は田中道踏切と称しており、往時の駅名を現在に残している踏切となっている。ちなみに当駅から往時の田中村の中心部までは南下して吉田川堤防上の道をゆく徒歩約40分程度の道のりである。
現在の駅名である「農学部前駅」および、その直前の駅名である「農大前駅」の通称は、本駅開業当時より存在していた香川県立農科大学（旧・木田郡立乙種農学校→木田郡立甲種農林学校→香川県立農林学校→香川県立木田農林学校）にちなむ。1950年の香川県立農科大学の成立および1958年の同大学の香川大学農学部への移管によって、これらの駅名へと改称されて現在に至るものである。

### 略歴
- 1912年（明治45年）4月30日 - 高松電気軌道の田中道駅（たなかみちえき）として開業。
- 1943年（昭和18年）11月1日 - 会社合併により、高松琴平電気鉄道長尾線の駅となる。
- 1950年（昭和25年）4月10日 - 農大前駅（のうだいまええき）に改称。
- 1958年（昭和33年）2月1日 - 農学部前駅に改称。

## 隣の駅
高松琴平電気鉄道
■長尾線
池戸駅（N10） - 農学部前駅（N11） - 平木駅（N12）